# Keviczky László
Keviczky László (Ráckeve, 1945. április 2. –) Széchenyi-díjas magyar villamosmérnök, informatikus, egyetemi tanár, a Magyar Tudományos Akadémia rendes tagja. Kutatási területe az irányításelmélet és ezek alkalmazásai, a rendszeridentifikáció és a paraméterbecslés. 1986 és 1993 között az MTA Számítástechnikai és Automatizálási Kutatóintézet igazgatója. 1993 és 1999 között az MTA főtitkára, 1999 és 2000 között alelnöke.

## Életpályája
1963-ban érettségizett, majd felvették a Budapesti Műszaki Egyetem Villamosmérnöki Karára, ahol 1968-ban szerzett mérnök diplomát. Diplomájának megszerzése után a BME Automatizálási Tanszékén tudományos kutatóként helyezkedett el, majd az oktatói ranglétrát végigjárva 1994-ben egyetemi tanári kinevezést kapott. Egyetemi működése mellett a Magyar Tudományos Akadémia Számítástechnikai és Automatizálási Kutatóintézet (MTA SZTAKI) folyamatirányítási főosztályvezetőjévé nevezték ki 1981-ben. Öt évvel később a SZTAKI igazgatója lett. Tisztségét 1993-ig viselte. 1999-ben kutatóprofesszori megbízást kapott az intézet Rendszer és Irányításelméleti Kutatólaboratóriumában. 2002-ben a Széchenyi István Egyetemen kapott egyetemi tanári kinevezést. 2000 és 2003 között Széchenyi professzori ösztöndíjas volt.
1984 és 1990 között a Nemzetközi Automatizálási Szövetség Alkalmazási Bizottságának elnökeként dolgozott, majd 1993-ig a Szakmai Bizottság elnöke volt, azóta a vezetőtanács tagja. A Control Systems Archive és a Modelling and Simulation című szakfolyóiratok szerkesztőbizottsága tagja is lett. 1994-ben a Méréstechnikai, Automatizálási és Informatikai Tudományos Egyesület elnökévé, később társelnökévé választották, valamint az Országos Műszaki Fejlesztési Bizottságbe is bekerült. 1997 és 2003 között a Kossuth- és Széchenyi-díj Bizottság tagja volt.
1974-ben védte meg a műszaki tudományok kandidátusi, 1980-ban pedig doktori értekezését. 1985-ben a Magyar Tudományos Akadémia levelező, 1993-ban pedig rendes tagjává, illetve főtitkárává választották. 1996-ban megerősítették tisztségében. 1999-ben az MTA természettudományi alelnökévé választották meg, itt 2002-ben erősítették meg. 2005-ig viselte ezt a tisztségét. Akadémiai pályafutása során az Automatizálási és Számítástechnikai, valamint az Informatikai Bizottság tagja lett, később a Nemzetközi Kapcsolatok Bizottsága társelnöke és az Akadémiai Kutatóhelyek Tanács elnöke is volt. 1991-ben a Svéd Királyi Műszaki Akadémia és a Magyar Mérnök Akadémia is felvette tagjai sorába.

## Munkássága
Fő kutatási területe az irányításelmélet és alkalmazásai, a rendszeridentifikáció és a paraméterbecslés.
Az irányításelmélet területén új módszereket dolgozott ki a rendszerazonosítás és a paraméterbecslés területén. Kiemelten foglalkozik a robusztus és adaptív optimális irányítások elméletével, kidolgozta a rendszer szerkezetét és a kapcsolódó tervezési eljárásokat. Nevéhez fűződik a paksi atomerőmű, az országos gázhálózat és egyes gépjárművek irányítási rendszerének fejlesztése. Több modellt készített a nemlineáris folyamatok bemutatására, identifikációjára és szimulációjára. Foglalkozik még a szabályozástechnika és hipermédia rendszerekkel és alkalmazásaival is. Intézetigazgatóként és akadémiai vezetőként jelentős tudománypolitikai szerepe is.
Több mint háromszáznegyven tudományos publikációja jelent meg, ebből három szakkönyv és tizenkét könyvfejezet. Munkáit elsősorban magyar és angol nyelven adja közre.

## Családja
1970-ben nősült, házasságából két fiúgyermek született. Egyikük, Keviczky Tamás, irányításelméletből szerzett PhD-t.

## Díjai, elismerései
- Csáki Frigyes-érem (1989)
- Kalmár László-érem (1989)
- IFAC Outstanding Service Award (1990)
- MTESZ-díj (1992)
- Benedikt Ottó-érem (1995)
- Gábor Dénes-díj (2000)
- Széchenyi-díj (2004)
- A Magyar Köztársasági Érdemrend középkeresztje (2010)
- Akadémiai Aranyérem (2020)[1]

## Főbb publikációi
- Identification of nonlinear dynamic systems (1976)
- Lineáris szabályozási rendszerek szintézise (társszerk., 1977)
- Self-tuning Adaptive-control of Cement Raw-material Blending (1978)
- A négyzetes középhibát minimalizáló új adaptív diszkrét szabályozók (1979)
- Multivariable Self-tuning Regulator With Generalized Cost-function (1981)
- Direct methods for self-tuning PID regulators (Bányász Csillával, 1982)
- Szabályozástechnikai őrléselmélet (1984)
- Adaptive Load-frequency Control of The Hungarian Power-system (Automatica, 1985)
- Mathematics and control engineering of grinding technology: Ball mill grinding (1989)
- H-infinity Detection Filter Design For Linear Systems: Comparison of Two Approaches (1996)
- Robust detection filter design in the presence of time varying system perturbations (1997)
- Nonlinear system identification - input-output modeling approach (1999)
- Az információs társadalom (Demetrovics Jánossal, 2000)
- Robust stability and performance of time-delay control systems (Bányász Csillával, 2007)